# Darwinopterus
Darwinopterus är ett släkte av flygödlor, upptäckta i Kina och namngivna efter biologen Charles Darwin. Släktet är känt från ett 20-tal fossila lämningar, som alla insamlats i Tiaojishanformationen, vilka härstammar från mellersta Juraperioden. Typarten, som också är den enda kända arten, uppvisar karaktärer från både långstjärtade (Rhamphorhynchoidea) och kortstjärtade (Pterodactyloidea) flygödlor, och har beskrivits som en övergångsfossil mellan dessa båda grupper.